# Carolyn McCarthy
Carolyn McCarthy wcześniej Carolyn Cook (ur. 5 stycznia 1944 w Brooklynie, zm. 26 czerwca 2025 w Fort Myers) – amerykańska polityczka, członkini Partii Demokratycznej.

## Działalność polityczna
W okresie od 3 stycznia 1997 do 3 stycznia 2015 przez dziewięć kadencji była przedstawicielką 4. okręgu wyborczego w stanie Nowy Jork w Izbie Reprezentantów Stanów Zjednoczonych.

## Odznaczenia
- Presidential Citizens Medal – 2025[5]